# Храм святителя Алексия, митрополита Московского (Баку)
Храм Святителя Алексия, митрополита Московского (Баиловская церковь) — утраченный православный храм в поселке Баилово в Баку. Один из двух воинских храмов, существовавших в городе.

## История
Церковь при военно-морском порту в районе Баилова мыса, прилегавшего к району нефтедобычи Биби-Эйбат, была заложена 6 мая (19 мая по новому стилю) 1868 года. Её строительство осуществлялось за счет Морского министерства Российской Империи. На закладке храма присутствовал Великий князь Алексей Александрович, подаривший будущей церкви позолоченное кадило. Храм был освящен 28 ноября (11 декабря) 1871 года.
Здание храма было каменным, в русско-византийском стиле. Две из пяти его глав, которые были расположены с западной стороны, служили ему колокольнями. По штату в храме служили два священника и псаломщик, для которых были выстроены казенные квартиры.
Баиловская церковь к началу XX века обладала двумя престолами: во имя святителя Алексия митрополита Московского, и во имя Рождества Пресвятой Богородицы, пристроенным с южной стороны. Богородице-рождественский престол был освящен в 1898 году. Император Александр III, посетив храм 9 октября 1888 года, пожертвовал храму полное священническое облачение с воздухами (покровцами) из индийской шелковой с серебром парчи. Престольный праздник отмечался 20 мая (2 июня по новому стилю), в день обретения мощей святителя Алексия.
После возведения второго придела храм мог вместить до тысячи прихожан.
В обиходе Баиловскую церковь называли Морской или Портовой, а позже — Баиловским военным собором.

## Уничтожение
Храм был разрушен в 1934 году. На его месте была построена школа № 49.

## Святыни храма
В Баиловской церкви хранилась икона Иоанна Богослова 1772 года в серебряной ризе, подаренная в 1817 году Евдокии Туличевой архиепископом Астраханским и Кавказским Гаием (Такаовым) и три Евангелия, напечатанных в XVIII и XIX веках.

## Клирики
Смородский Федор Иванович — служил в храме с 1 августа 1884 по 24 мая 1885 года (по старому стилю). Исполнял также обязанности законоучителя четырехклассной Тургеневской народной школы. По ходатайству Бакинской городской думы за «отлично-усердную службу» был награжден правом ношения камилавки.